# Сендзейовиці (гміна)
Гміна Сендзейовиці (пол. Gmina Sędziejowice) — сільська гміна у центральній Польщі. Належить до Ласького повіту Лодзинського воєводства.
Станом на 31 грудня 2011 у гміні проживало 6387 осіб.

## Площа
Згідно з даними за 2007 рік площа гміни становила 120.17 км², у тому числі:
- орні землі: 64.00%
- ліси: 27.00%

Таким чином, площа гміни становить 19.46% площі повіту.

## Населення
Станом на 31 грудня 2011:
| Опис     | Загалом | Загалом | Чоловіки | Чоловіки | Жінки | Жінки |
| -------- | ------- | ------- | -------- | -------- | ----- | ----- |
| одиниця  | осіб    | %       | осіб     | %        | осіб  | %     |
| все      | 6387    | 100     | 3142     | 49.19    | 3245  | 50.81 |
| міське   | 0       | 100     | 0        |          | 0     |       |
| сільське | 6387    | 100     | 3142     | 49.19    | 3245  | 50.81 |

## Сусідні гміни
Гміна Сендзейовіце межує з такими гмінами: Бучек, Відава, Заполіце, Здунська Воля, Зелюв, Ласьк.